# روس دود
روس دود (بالإنجليزية: Ross Dowd)‏ هو مصمم الإنتاج أمريكي، ولد في 17 أبريل 1907 في Sweden, New York ‏ في الولايات المتحدة، وتوفي في 25 أغسطس 1965 في لوس أنجلوس في الولايات المتحدة.

## وصلات خارجية
- روس دود على موقع IMDb (الإنجليزية)
- روس دود على موقع أول موفي (الإنجليزية)
- روس دود على موقع قاعدة بيانات الفيلم (الإنجليزية)